# Сарненський професійний аграрний ліцей
Державний професійно-технічний навчальний заклад «Сарненський професійний аграрний ліцей»

### Історія
Заснований у 1903 році заклад змінив багато назв:
- 1903 рік — двокласне сільськогосподарське училище;
- 1936 рік — польська трирічна школа рольнича (рільнича), яка готувала агрономів;
- 1944 рік — школа механізації сільського господарства;
- 1955 рік — РУМ с/г (ремісниче училище механізації сільського господарства);
- 1961 рік — сільське професійно-технічне училище № 1;
- 1969 рік — середнє професійно-технічне училище № 21;
- 1998 рік — професійно-технічне училище № 21;
- 2002 рік — сільськогосподарський професійний ліцей.
- 2006 рік — ДПТНЗ «Сарненський професійний аграрний ліцей».

### Діяльність
На сьогоднішній день ліцей готує кваліфікованих робітників за наступними професіями:
- Тракторист-машиніст сільськогосподарського виробництва (категорії «А», «В», «С», «Д», «Е»)
- Слюсар з ремонту автомобілів;
- Електромонтер з ремонту та обслуговування електроустаткування;
- Електромонтер лінійних споруд телефонного зв'язку та радіофікації;
- Оператор комп'ютерного набору.

Також заклад здійснює курсову підготовку та перепідготовку за кошти юридичних та фізичних осіб за наступними професіями:
1. Водій транспортних засобів категорії:
- «A1» (мопеди, скутери);
- «A» (мотоцикли);
- «В» (легковий автомобіль);
- «С» (вантажний автомобіль);
- «АВ» (мотоцикл та легковий автомобіль);
- «ВС» (легковий та вантажний автомобілі);
- «АВС» (мотоцикл, легковий та вантажний автомобілі)

2. Перукар (перукар-модельєр).
3. Оператор комп'ютерного набору.
4. Електромонтер з ремонту та обслуговування електроустаткування.
5. Кухар.
6. Кравець.

## Місцезнаходження
- 34503 Рівненська область, м.Сарни вул. Демократична, 15

## Відеофільм
- Короткометражний фільм «Готуємо кваліфікованих робітників»